# Nikki Hamblin
Pour les articles homonymes, voir Hamblin.
Nikki Hamblin (née le 20 mai 1988) est une athlète néo-zélandaise spécialiste des courses de demi-fond.

## Biographie
Née au Royaume-Uni, elle débute l'athlétisme au sein du Dorchester Athletics Club avant de s'installer en Nouvelle-Zélande en 2006. Elle obtient la nationalité néo-zélandaise en 2009. 
En 2010, Nikki Hamblin établit un nouveau record national du 1 500 mètres en 4 min 05 s 93 à l'occasion du meeting de Heusden-Zolder. Sélectionnée dans l'équipe d'Asie/Pacifique lors de la première édition de la Coupe continentale, à Split, elle se classe successivement 7e du 800 mètres avec un record personnel à la clé et 6e du 1 500 mètres. En fin de saison 2010, lors des Jeux du Commonwealth de New Delhi, Hamblin remporte les médailles d'argent du 800 m et du 1 500 m, s'inclinant à chaque fois face à la Kényane Nancy Lagat.
Aux Jeux olympiques de Rio en 2016, le Comité international olympique (CIO) lui décerne la médaille Pierre de Coubertin pour avoir aidé une adversaire Abbey d'Agostino ainsi qu'avoir terminé la course malgré une blessure au genou.

## Palmarès
| Date | Compétition          | Lieu           | Résultat | Épreuve | Temps          |
| ---- | -------------------- | -------------- | -------- | ------- | -------------- |
| 2010 | Coupe continentale   | Split          | 7e       | 800 m   | 1 min 59 s 66  |
| 2010 | Jeux du Commonwealth | New Delhi      | 2e       | 800 m   | 2 min 00 s 05  |
| 2010 | Jeux du Commonwealth | New Delhi      | 2e       | 1 500 m | 4 min 05 s 97  |
| 2016 | Jeux olympiques      | Rio de Janeiro | 17e      | 5 000 m | 16 min 14 s 24 |

### Records
| Épreuve | Temps         | Date             | Lieu      |
| ------- | ------------- | ---------------- | --------- |
| 800 m   | 1 min 59 s 66 | 4 septembre 2010 | Split     |
| 1 500 m | 4 min 4 s 82  | 22 juillet 2011  | Barcelone |